# Ceradenia
Ceradenia, rod pravih paprati (papratnice) iz potporodice Grammitidoideae,. dio porodice Polypodiaceae, red Polypodiales. Kew ovaj rod tretira kao sinonim za Grammitis.
Rod je opisan u American Fern Journal 78(1): 2. 1988. Tipična je Ceradenia curvata (Sw.) L.E. Bishop iz Kariba (Kuba, Jamajka, Hispaniola, Gvadalupa, Dominika)

## Vrste
1. Ceradenia albidula (Baker) L.E.Bishop
2. Ceradenia argyrata (Bory ex Willd.) Parris
3. Ceradenia arthrothrix L.E.Bishop & A.R.Sm.
4. Ceradenia asthenophylla L.E.Bishop ex A.R.Sm.
5. Ceradenia aulaeifolia L.E.Bishop ex A.R.Sm.
6. Ceradenia auroseiomena L.E.Bishop
7. Ceradenia ayopayana M.Kessler & A.R.Sm.
8. Ceradenia bishopii (Stolze) A.R.Sm.
9. Ceradenia brunneoviridis (Baker ex Jenman) L.E.Bishop
10. Ceradenia capillaris (Desv.) L.E.Bishop
11. Ceradenia clavipila L.E.Bishop ex M.Kessler & A.R.Sm.
12. Ceradenia comorensis (Baker) Parris
13. Ceradenia comosa L.E.Bishop
14. Ceradenia congesta (Copel.) L.E.Bishop ex A.R.Sm.
15. Ceradenia curvata (Sw.) L.E.Bishop
16. Ceradenia deltodon (Baker) Parris
17. Ceradenia dendrodoxa L.E.Bishop
18. Ceradenia discolor (Hook.) L.E.Bishop
19. Ceradenia farinosa (Hook.) L.E.Bishop
20. Ceradenia fendleri (Copel.) L.E.Bishop
21. Ceradenia fragillima (Copel.) L.E.Bishop
22. Ceradenia fucoides (Christ) L.E.Bishop
23. Ceradenia gameriana (Vareschi) Mostacero
24. Ceradenia glabra M.Kessler & A.R.Sm.
25. Ceradenia glaziovii (Baker) Labiak
26. Ceradenia herrerae (Copel.) L.E.Bishop
27. Ceradenia intonsa L.E.Bishop ex León-Parra & Mostacero
28. Ceradenia intricata (C.V.Morton) L.E.Bishop ex A.R.Sm.
29. Ceradenia itatiaiensis Labiak & Condack
30. Ceradenia ivohibensis Rakotondr. & Parris
31. Ceradenia jimenezii M.Kessler & A.R.Sm.
32. Ceradenia jungermannioides (Klotzsch) L.E.Bishop
33. Ceradenia kalawayae M.Kessler & A.R.Sm.
34. Ceradenia kalbreyeri (Baker) L.E.Bishop
35. Ceradenia kegeliana (Kunze) comb.ined.
36. Ceradenia knightii (Copel.) L.E.Bishop
37. Ceradenia kookenamae (Jenman) L.E.Bishop
38. Ceradenia leucosora (Bojer ex Hook.) Parris
39. Ceradenia longipinnata (Copel.) L.E.Bishop
40. Ceradenia maackii Labiak & J.B.S.Pereira
41. Ceradenia madidiensis M.Kessler & A.R.Sm.
42. Ceradenia margaritata (A.R.Sm.) L.E.Bishop
43. Ceradenia marginalis León-Parra
44. Ceradenia marialta L.E.Bishop ex León-Parra
45. Ceradenia maxoniana L.E.Bishop
46. Ceradenia mayoris (Rosenst.) L.E.Bishop
47. Ceradenia melanopus (Hook. & Grev.) L.E.Bishop
48. Ceradenia meridensis (Klotzsch) L.E.Bishop
49. Ceradenia microcystis L.E.Bishop & A.R.Sm.
50. Ceradenia mirabilis L.E.Bishop
51. Ceradenia narinensis León-Parra
52. Ceradenia nubigena (Maxon) L.E.Bishop
53. Ceradenia nudicarpa (Copel.) L.E.Bishop
54. Ceradenia oidiophora (Mickel & Beitel) A.R.Sm.
55. Ceradenia pearcei (Baker) L.E.Bishop
56. Ceradenia phalacron (Stolze) A.R.Sm.
57. Ceradenia phloiocharis L.E.Bishop
58. Ceradenia pilipalaea M.Kessler & A.R.Sm.
59. Ceradenia pilipecten L.E.Bishop ex M.Kessler & A.R.Sm.
60. Ceradenia pilipes (Hook.) L.E.Bishop
61. Ceradenia podocarpa (Maxon) L.E.Bishop
62. Ceradenia praeclara L.E.Bishop
63. Ceradenia pruinosa (Maxon) L.E.Bishop
64. Ceradenia pseudodevoluta Rakotondr. & Parris
65. Ceradenia sacksii Sundue
66. Ceradenia sechellarum (Baker) Parris
67. Ceradenia semiadnata (Hook.) L.E.Bishop
68. Ceradenia setosa M.Kessler & A.R.Sm.
69. Ceradenia similis M.Kessler & A.R.Sm.
70. Ceradenia spectabilis Sundue
71. Ceradenia spixiana (M.Martens ex Mett.) L.E.Bishop
72. Ceradenia terrestris L.E.Bishop
73. Ceradenia tristis A.R.Sm.
74. Ceradenia tryonorum B.León & A.R.Sm.
75. Ceradenia tunquiniensis M.Kessler & A.R.Sm.
76. Ceradenia warmingii (C.Chr.) Labiak
77. Ceradenia werffii (L.E.Bishop) A.R.Sm. & M.Kessler

## Sinonimi
- Idiogramma'' S.R.Ghosh; J. Econ. Taxon. Bot. 4(3): 981 (1983)